# Межа Оорта
Межа Оорта — межа густини речовини в галактичній околиці Сонця, яка потрібна для пояснення спостережуваного гравітаційного поля.
Значення межі ρ=0,13 M☉/пк³ = 8,88× 10-24 г/см³.
Межу названо ім'ям нідерландського астронома Яна Оорта, який дослідив її 1932 року. Термін «межа» походить від того, що Оорт розумів, що густина галактичного диска є не тільки функцією відстані від центру галактики, а й функцією висоти від площини галактики, оскільки основна частина маси сконцентрована у досить вузькому шарі товщиною кількасот світлових років. Висота Сонця відносно площини Галактики в першій половині 20-го століття не була відома, але було очевидно, що густина в околицях Сонця менша або дорівнює густині в диску на нульовій висоті, отже спостережувана в околицях Сонця густина є нижньою межею.